# Wonderland (album d'Erasure)
Pour les articles homonymes, voir Wonderland.
Albums de Erasure
The Circus
(1987)
Singles
Wonderland est le 1er album studio du groupe britannique Erasure, paru le 2 juin 1986 (Royaume-Uni). Il s'agit d'un album représentatif de la new wave anglaise du milieu des années 1980.
Wonderland contient le tout premier succès du groupe : la chanson Oh l'amour, parue quelques mois auparavant. Le groupe Erasure n'ayant pas encore été découvert dans son propre pays, le succès commercial de Wonderland se limita à l'Allemagne et à la Suède. En France, le succès pourtant notable du single Oh l'amour (se hissant jusqu'au n°14 en 16 semaines de présence au Top 50) n'a pas suffi à faire entrer l'album Wonderland dans le classement des ventes d'albums.
Une réédition remastérisée de cet album, augmentée d'un second CD et d'un DVD en bonus, est parue le 4 juillet 2011. Le DVD comporte un concert inédit remontant au tout début de la carrière d'Erasure, Live at Karlsson, enregistré à Stockholm en Suède, le 8 août 1986.
Le 5 février 2016, dans le cadre de la célébration des 30 ans d'Erasure, l'album Wonderland est réédité au format vinyle 33 tours.

## Classement parmi les ventes de disques
| Pays        | Meilleure position |
| ----------- | ------------------ |
| Suède       | 13                 |
| Allemagne   | 20                 |
| Royaume-Uni | 71                 |
| Australie   | 89                 |

## Détail des plages

### Éditions originales, 1986
| 1.  | Who Needs Love like That       | 3:18 |
| 2.  | Reunion                        | 3:25 |
| 3.  | Cry So Easy                    | 3:36 |
| 4.  | Push Me Shove Me               | 5:10 |
| 5.  | Heavenly Action                | 3:30 |
| 6.  | Say What                       | 3:56 |
| 7.  | Love Is a Loser                | 3:02 |
| 8.  | Senseless                      | 3:26 |
| 9.  | My Heart ... So Blue           | 4:30 |
| 10. | Oh l'amour                     | 3:04 |
| 11. | Pistol                         | 3:30 |
| 12. | Say What (Remix)               | 7:21 |
| 13. | March on Down the Line (Remix) | 6:05 |
| 14. | Senseless (Remix)              | 5:06 |

| 1.  | Who Needs Love like That                             | 3:16 |
| 2.  | Reunion                                              | 3:21 |
| 3.  | Cry So Easy                                          | 3:34 |
| 4.  | Senseless                                            | 3:24 |
| 5.  | Heavenly Action                                      | 3:26 |
| 6.  | Say What                                             | 3:54 |
| 7.  | Love Is a Loser                                      | 3:01 |
| 8.  | March On Down The Line                               | 3:42 |
| 9.  | My Heart...So Blue                                   | 4:27 |
| 10. | Oh l'amour                                           | 3:24 |
| 11. | Who Needs Love like That (The Love That Mix Version) | 6:08 |
| 12. | Oh l'amour (The Funky Sisters Remix)                 | 7:12 |

### Réédition deluxe, 2011
| 1.  | Who Needs Love like That       |  |
| 2.  | Reunion                        |  |
| 3.  | Cry So Easy                    |  |
| 4.  | Push Me Shove Me               |  |
| 5.  | Heavenly Action                |  |
| 6.  | Say What                       |  |
| 7.  | Love Is a Loser                |  |
| 8.  | Senseless                      |  |
| 9.  | My Heart So Blue               |  |
| 10. | Oh l'amour                     |  |
| 11. | Pistol                         |  |
| 12. | Say What (Remix)               |  |
| 13. | March on Down the Line (Remix) |  |
| 14. | Senseless (Remix)              |  |

| 1.  | Who Needs Love like That (Mexican mix)                                      |  |
| 2.  | Push Me Shove Me (Extended as far as possible mix)                          |  |
| 3.  | Don't Say No (Ruby Red Mix)                                                 |  |
| 4.  | Heavenly Action (12" mix)                                                   |  |
| 5.  | March on Down the Line                                                      |  |
| 6.  | Oh l'amour (PWL Funky Sisters say 'Ooh La la')                              |  |
| 7.  | Gimme! Gimme! Gimme! (Remix)                                                |  |
| 8.  | Cry So Easy (BBC Radio One Session, Bruno Brookes, 15/11/1985)              |  |
| 9.  | Who Needs Love like That (BBC Radio One session, Bruno Brookes, 15/11/1985) |  |
| 10. | Senseless (BBC Radio One session, 05/12/1985)                               |  |
| 11. | Heavenly Action (BBC Radio One session, 05/12/1985)                         |  |
| 12. | Say What (BBC Radio One session, 05/12/1985)                                |  |
| 13. | Push Me Shove Me (BBC Radio One session)                                    |  |

#### DVD - Promos / Live At Karlsson, Stockholm 08/08/1986 / MP3
Note : La bande son demeure en stéréo et l'image conserve le ratio 4/3 d'origine pour l'ensemble du DVD. Le format vidéo est en NTSC. Le concert était inédit jusqu'à cette réédition.
Promos
1. Who Needs Love like That
2. Heavenly Action
3. Oh l'amour

Live At Karlsson, Stockholm, Suède, 08/08/1986
1. Pistol
2. Senseless
3. Heavenly Action
4. Reunion
5. Sometimes
6. Who Needs Love like That
7. Cry So Easy
8. My Heart ... So Blue
9. March on Down the Line
10. Say What
11. Sexuality
12. Oh l'amour
13. Push Me Shove Me
14. Gimme! Gimme! Gimme!

Live At Karklsson, Stockholm, Suède, 08/08/1986 - Downloads
Fichiers MP3 du concert